# Plasnes
Plasnes és un municipi francès situat al departament de l'Eure i a la regió de Normandia. L'any 2007 tenia 610 habitants.

## Demografia

### Població
El 2007 la població de fet de Plasnes era de 610 persones. Hi havia 231 famílies de les quals 32 eren unipersonals (12 homes vivint sols i 20 dones vivint soles), 99 parelles sense fills, 88 parelles amb fills i 12 famílies monoparentals amb fills.
La població ha evolucionat segons el següent gràfic:
Habitants censats

### Habitatges
El 2007 hi havia 269 habitatges, 229 eren l'habitatge principal de la família, 27 eren segones residències i 13 estaven desocupats. 264 eren cases i 2 eren apartaments. Dels 229 habitatges principals, 187 estaven ocupats pels seus propietaris, 34 estaven llogats i ocupats pels llogaters i 8 estaven cedits a títol gratuït; 4 tenien dues cambres, 31 en tenien tres, 60 en tenien quatre i 134 en tenien cinc o més. 168 habitatges disposaven pel capbaix d'una plaça de pàrquing. A 88 habitatges hi havia un automòbil i a 127 n'hi havia dos o més.

### Piràmide de població
La piràmide de població per edats i sexe el 2009 era:
| Homes | Edats   | Dones |
| ----- | ------- | ----- |
| 0     | 95 o +  | 0     |
| 4     | 90 a 94 | 0     |
| 4     | 85 a 89 | 4     |
| 0     | 80 a 84 | 4     |
| 8     | 75 a 79 | 0     |
| 16    | 70 a 74 | 12    |
| 4     | 65 a 69 | 20    |
| 24    | 60 a 64 | 12    |
| 16    | 55 a 59 | 24    |
| 32    | 50 a 54 | 36    |
| 20    | 45 a 49 | 16    |
| 28    | 40 a 44 | 32    |
| 20    | 35 a 39 | 16    |
| 16    | 30 a 34 | 24    |
| 20    | 25 a 29 | 24    |
| 20    | 20 a 24 | 12    |
| 28    | 15 a 19 | 28    |
| 32    | 10 a 14 | 32    |
| 12    | 5 a 9   | 20    |
| 24    | 0 a 4   | 12    |

## Economia
El 2007 la població en edat de treballar era de 407 persones, 324 eren actives i 83 eren inactives. De les 324 persones actives 295 estaven ocupades (157 homes i 138 dones) i 29 estaven aturades (15 homes i 14 dones). De les 83 persones inactives 28 estaven jubilades, 32 estaven estudiant i 23 estaven classificades com a «altres inactius».

### Ingressos
El 2009 a Plasnes hi havia 250 unitats fiscals que integraven 690,5 persones, la mediana anual d'ingressos fiscals per persona era de 18.990 €.

### Activitats econòmiques
Dels 21 establiments que hi havia el 2007, 1 era d'una empresa de fabricació d'altres productes industrials, 8 d'empreses de construcció, 7 d'empreses de comerç i reparació d'automòbils, 1 d'una empresa d'hostatgeria i restauració, 1 d'una empresa immobiliària, 1 d'una empresa de serveis, 1 d'una entitat de l'administració pública i 1 d'una empresa classificada com a «altres activitats de serveis».
Dels 7 establiments de servei als particulars que hi havia el 2009, 1 era un taller de reparació d'automòbils i de material agrícola, 1 guixaire pintor, 2 lampisteries, 1 electricista i 2 empreses de construcció.
L'únic establiment comercial que hi havia el 2009 era una adrogueria.
L'any 2000 a Plasnes hi havia 30 explotacions agrícoles que ocupaven un total de 774 hectàrees.

## Equipaments sanitaris i escolars
El 2009 hi havia una escola elemental.

## Poblacions més properes
El següent diagrama mostra les poblacions més properes.